# Comté de Panola (Mississippi)
Pour les articles homonymes, voir Panola.
Le comté de Panola est situé dans l’État du Mississippi, aux États-Unis. Il comptait 34 274 habitants en 2000. Ses sièges sont Batesville et Sardis.